# Мамедова, Сурма Ахад кызы
Сурма Ахад кызы Мамедова (в девичестве — Мустафаева, азерб. Sürmə Əhəd qızı Məmmədova; 1 июля 1923, Шемахинский уезд — ?) — советский азербайджанский хлопковод, Герой Социалистического Труда (1950).

## Биография
Родилась 1 июля 1923 года в селе Карагоджалы Шемахинского уезда Азербайджанской ССР (ныне село в Кюрдамирском районе).
С 1940 года — колхозница, звеньевая колхоза «Москва», с 1950 года — колхозница колхоза имени Низами Кюрдамирского района. В 1949 году получила урожай хлопка 72 центнера с гектара на площади 6 гектаров.
Указом Президиума Верховного Совета СССР от 12 июля 1950 года за получение высоких урожаев хлопка на поливных землях в 1949 году Мустафаевой Сурме Ахад кызы присвоено звание Героя Социалистического Труда с вручением ордена Ленина и золотой медали «Серп и Молот».
С 1978 года — пенсионер союзного значения, с 2002 года — президентский пенсионер.